# Argia tupi
Argia tupi é uma espécie da ordem odonata, que foi descrita pela primeira vez por Philip Powell Calvert, em 1909. Argia tupi pertence ao gênero Argia, e família Coenagrionidae. É uma espécie de libélula, mais especificamente uma donzelinha.
O nome "tupi" é uma homenagem aos povos indígenas tupi do Brasil.

## Características[7]
Com cerca de 3 a 4 cm de comprimento, os machos geralmente apresentam coloração azul e preta, enquanto as fêmeas podem ter  coloração mais variada, incluindo tons de marrom e verde. As asas são transparentes com venação delicada. Já os olhos são grandes e separados, típicos das libélulas.

### Distribuição:
Encontrada em países como Brasil, Argentina e Paraguai.

### Habitat:
Vive próxima a rios, riachos e lagos com água corrente e vegetação aquática.

### Comportamento:
• Predadora:  Alimenta-se de pequenos insetos, como mosquitos e moscas, que captura em voo.
• Territorial:  Os machos defendem seus territórios de outros machos da mesma espécie.
• Reprodução:  Acasalamento ocorre em voo ou pousados na vegetação. As fêmeas depositam os ovos na água ou em plantas aquáticas.

## Importância Ecológica
As libélulas, incluindo a Argia tupi, são importantes predadoras de insetos e indicadoras da qualidade da água.